# Corenno Plinio
(Paolo Giovio, "Larius")
Corenno Plinio è una piccola località lacustre sita sulla sponda orientale del Lario a metà strada tra i comuni di Dervio e Dorio, lungo la provinciale 72. Comune autonomo fino al 1927 viene annesso a Dervio secondo quanto disposto dal Regio Decreto 11 dicembre 1927, n. 2506, passando di conseguenza al grado amministrativo di frazione. Il centro abitato sorge su un piccolo promontorio che si getta dolcemente nelle acque del lago, sormontato a est dall'imponente mole del Monte Legnone. Nel 2018 Corenno Plinio si classifica ufficialmente al 238º posto nel censimento I Luoghi del Cuore indetto dal FAI.

## Storia

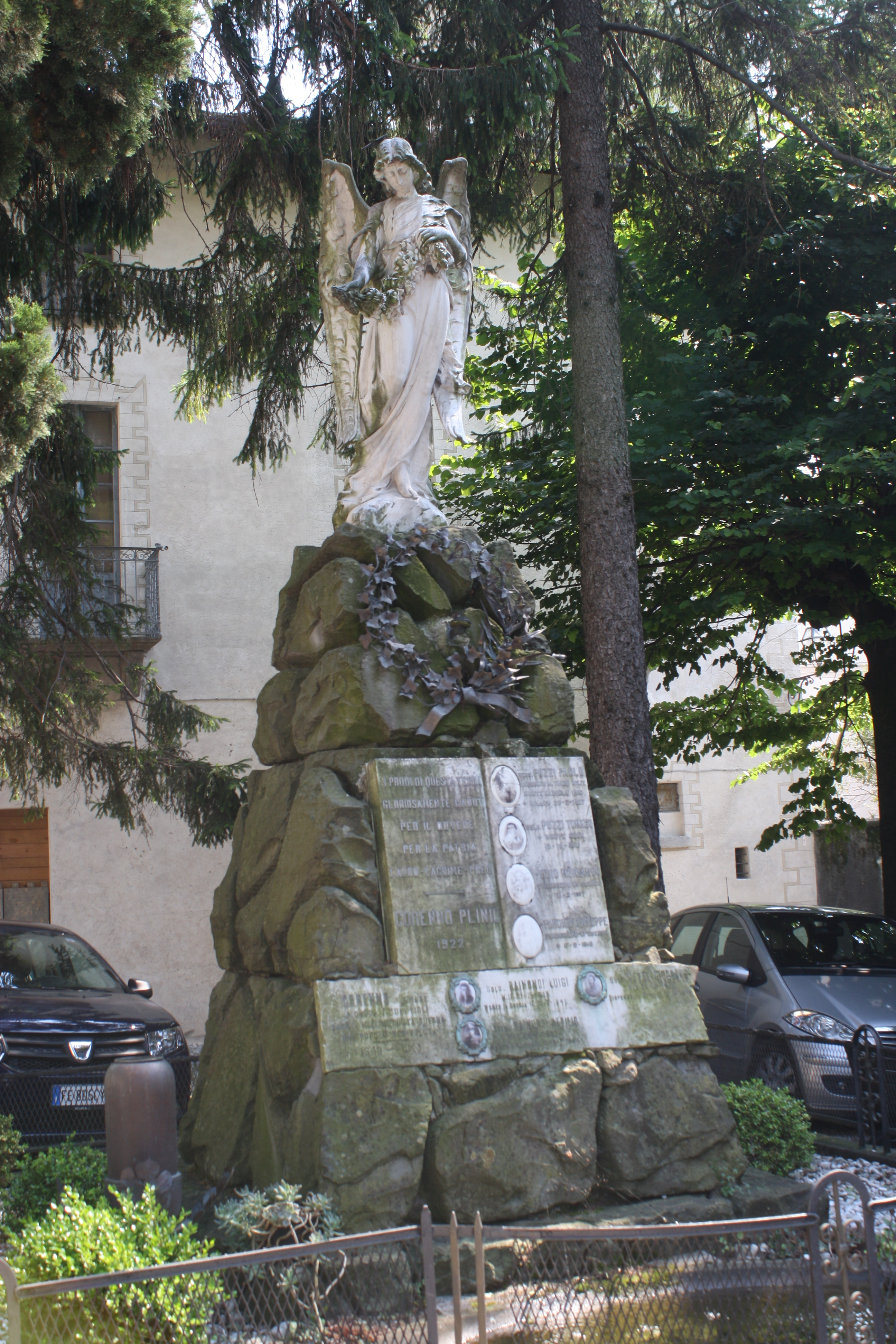
Monumento ai Caduti

I primi insediamenti della zona sembrano risalire all'epoca romana, anche se l'origine potrebbe essere addirittura più antica. Il borgo medievale, anticamente noto solo come Corenno, viene dato in feudo nel 1277 dall'Arcivescovo di Milano Ottone Visconti alla famiglia Andreani, che qui vi edifica nel XIV secolo un castello recinto a scopo difensivo. 
Corenno viene menzionato negli Statuti di Dervio, documento del 1389 dove si legge che l'insediamento all'epoca faceva parte del vicino comune di Dervio, con il quale condivideva un unico borgo fortificato. Alcuni elementi del portone di chiusura del borgo erano ancora visibili nel 1860.
Nel corso del XV secolo, le truppe comandate dal lecchese Francesco Morone attaccarono il borgo, devastando e incendiando la parte di Corenno più prossima al lago.
A partire dalla metà del XV secolo Corenno diviene comune autonomo della circoscrizione della Pieve di Dervio, nel contado della Riviera di Lecco, provincia del Ducato di Milano. Nel 1786, secondo il compartimento territoriale della Lombardia austriaca, Corenno viene assegnato alla provincia di Como, per passare nel 1791 sotto alla provincia di Milano. Nel periodo che va dal 1812 al 1816, a cavallo tra il Regno d'Italia napoleonico e il Regno Lombardo-Veneto, Corenno torna a essere frazione di Dervio per riacquistare quindi lo status di comune. Nel 1859 il comune viene incluso nuovamente nella provincia di Como e nel 1864, sotto il nuovo Regno d'Italia costituitosi del 1861, assume l'attuale toponimo di Corenno Plinio. Il nome deriva da Plinio il Giovane, magistrato dell'Impero romano, avvocato e scrittore originario di Como vissuto nel II secolo che pare possedesse in questi luoghi una villa. Nel 1927 torna a essere frazione del comune di Dervio.

## Monumenti e luoghi d'interesse
- Castello di Corenno Plinio
- Chiesa di San Tommaso di Canterbury
- Arche Andriani